# Modřišice
Modřišice (en allemand : Modschitz) est une commune du district de Semily, dans la région de Liberec, en République tchèque. Sa population s'élevait à 449 habitants en 2021.

## Géographie
Modřišice se trouve à 4 km au sud-ouest de Turnov, à 16 km à l'ouest-sud-ouest de Semily, à 22 km au sud-sud-est de Liberec et à 74 km au nord-est de Prague.
La commune est limitée par Přepeře au nord, par Turnov à l'est, par Olešnice au sud et par Všeň à l'ouest.

## Histoire
La première mention écrite de la localité date de 1410.

## Galerie

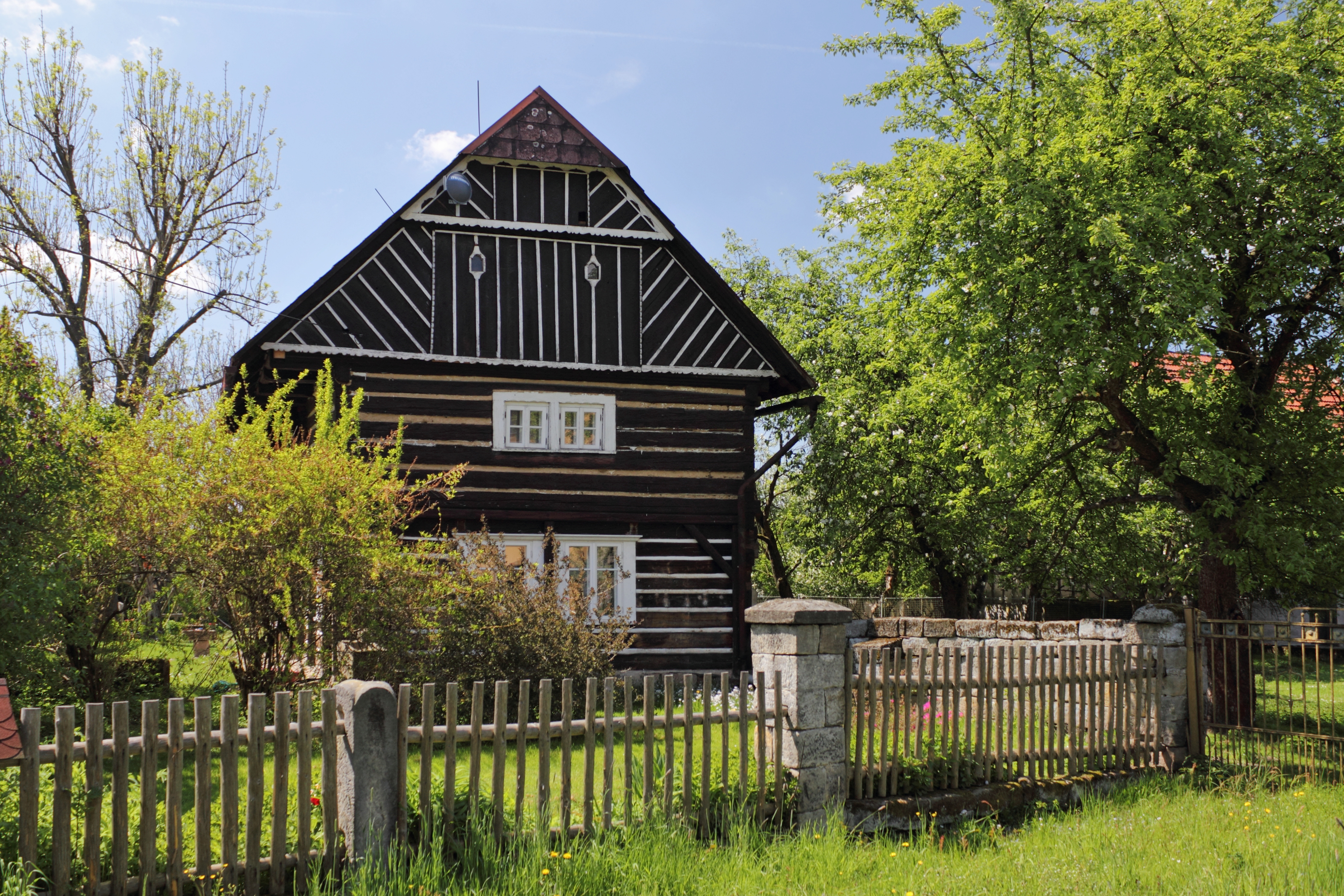
Architecture rurale.
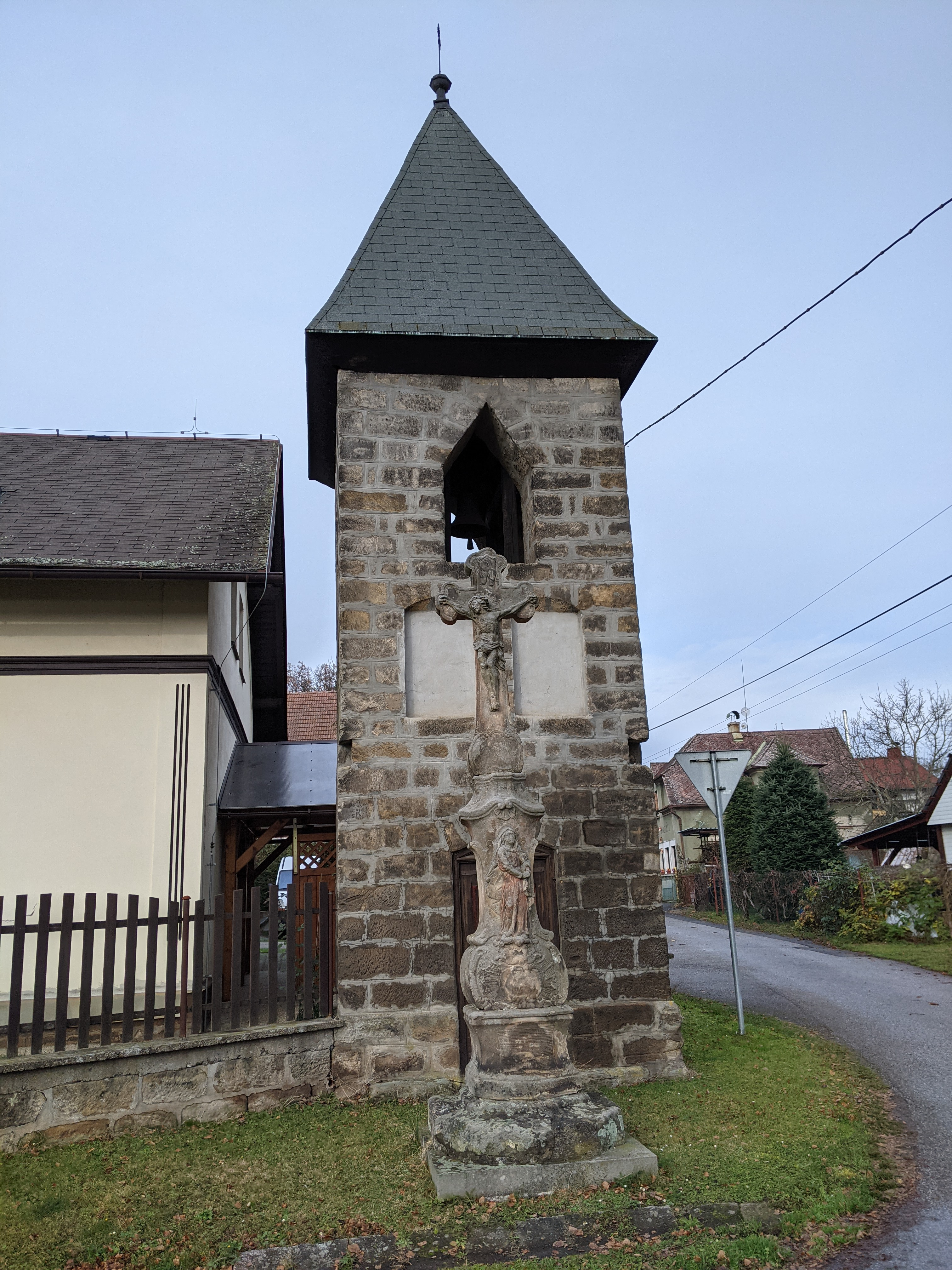
Clocher-tour de Modřišice.

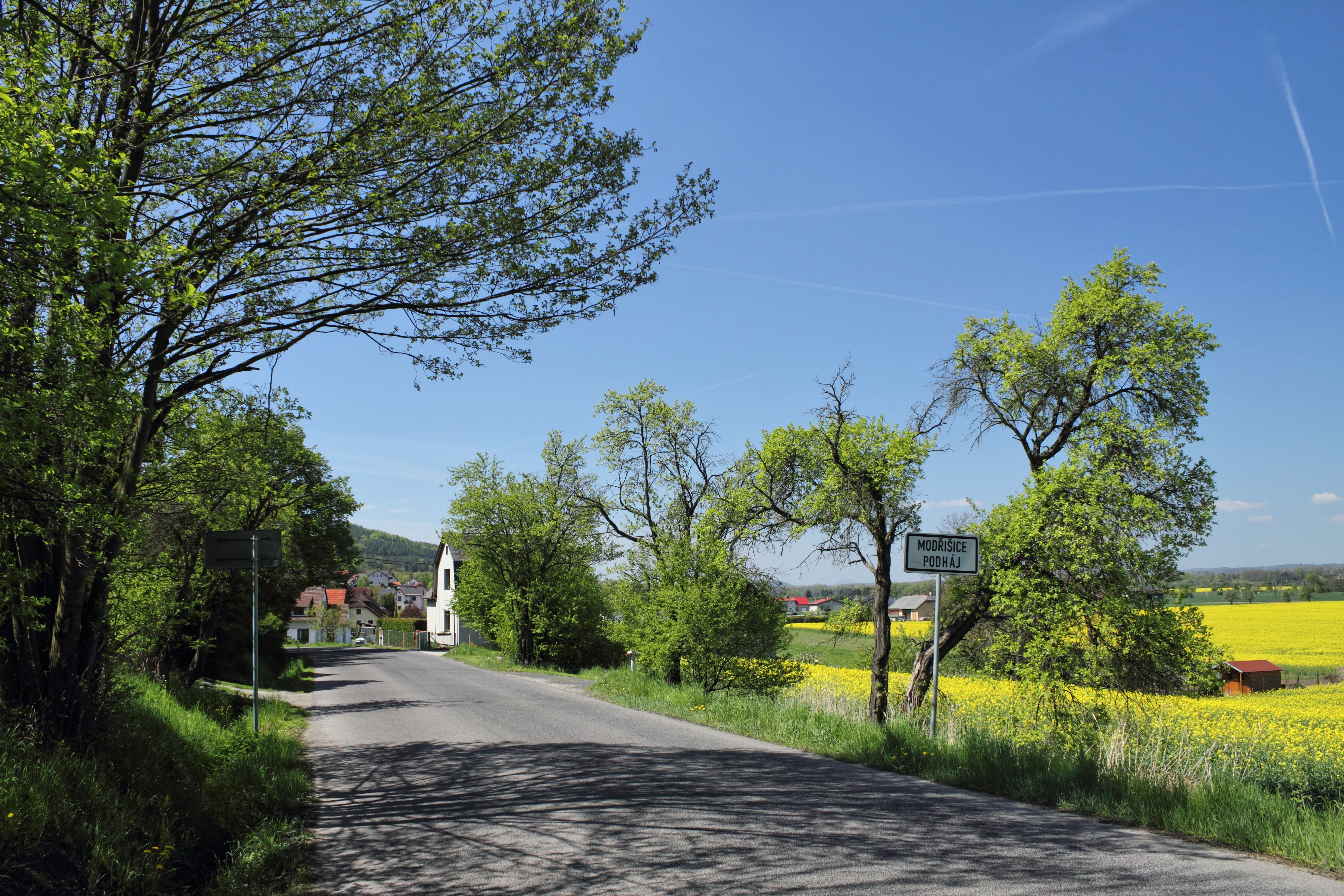
Modřišice : entrée.

## Transports
Par la route, Modřišice se trouve à 4,5 km de Turnov, à 22,5 km de Semily, à 27 km de Liberec et à 88,5 km de Prague.